# Hidemaro Fujibayashi

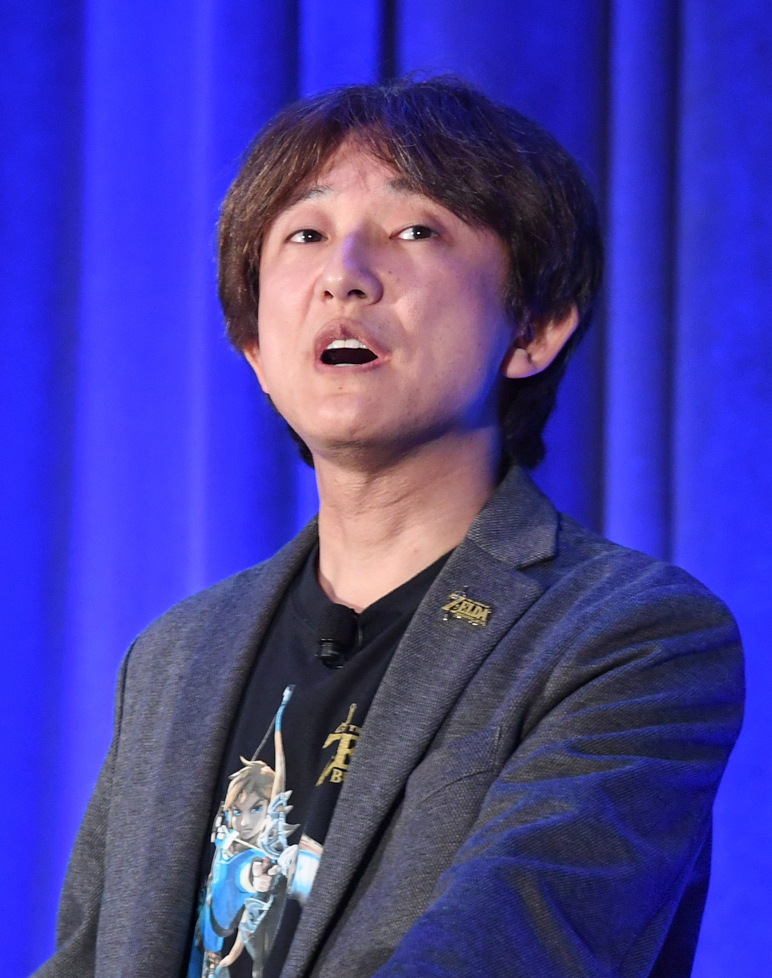
Hidemaro Fujibayashi

Hidemaro Fujibayashi (japanisch 藤林 秀麿, Fujibayashi Hidemaro, geboren 1. Oktober 1972) ist ein japanischer Spieleentwickler bei Nintendo. Vorher Entwickler bei Capcom, ist Fujibayashi ein Planer und Regisseur der Reihe The Legend of Zelda.

## Wirken
Vor seiner Karriere als Spieleentwickler gestaltete Fujibayashi japanische Spukhäuser. 1995 stellte ihn der große japanische Videospielentwickler Capcom an. Zunächst arbeitete er dort als Planer. Danach brachte er als Mitglied von Capcoms Production Studio 1 sein Regisseursdebüt mit dem N64-Spiel Magical Tetris Challenge.
Zu dieser Zeit begann Capcom eine starke Zusammenarbeit mit Nintendo, weshalb Capcom Ableger von Nintendos bekannter Spielereihe The Legend of Zelda entwickeln durfte. Fujibayashi wurde zum Regisseur dieser Projekte; es entstanden vier Capcom-/Nintendo-Zelda-Spiele mit seiner Beteiligung.
Diese vier Titel waren in Kooperation des Capcom-Studios Flagship mit der Nintendo-Abteilung Entertainment Analysis & Development (EAD) entstanden. Nach der Entwicklung des letzten dieser vier Titel verließ Fujibayashi Capcom und wurde bei Nintendo angestellt und der EAD zugeordnet. Im Mai 2004 begann die EAD, einen neuen Zelda-Ableger für den Nintendo DS zu entwickeln. Fujibayashi stieß später als Regieassistent zu dem Team. Unmittelbar danach startete man die Arbeiten an einem Zelda-Teil für Wii. Die Entwicklung dauerte fünf Jahre an und 2011 erschien das Spiel als The Legend of Zelda: Skyward Sword, von Nintendo-Produzenten als größte interne Nintendo-Produktion aller Zeiten bezeichnet. Fujibayashi war Regisseur und somit Leiter eines Entwicklerteams mit über 200 Mitwirkenden.

## Spiele mit Fujibayashis Beteiligung
- Gakkō no Kowai Uwasa: Hanako-san ga Kita!! (PlayStation, Sega Saturn 1995; Planer)
- Yōsuke Ide Meijin no Shin Jissen Maajan (PlayStation, Saturn, 3DO 1996; Planer)
- Magical Tetris Challenge (N64 1999; Regisseur)
- The Legend of Zelda: Oracle of Seasons (Game Boy Color 2001; Regisseur)
- The Legend of Zelda: Oracle of Ages (Game Boy Color 2001; Regisseur)
- The Legend of Zelda: A Link to the Past & Four Swords (Game Boy Advance 2003; Regisseur (Four Swords))
- The Legend of Zelda: The Minish Cap (GBA 2004; Regisseur, Planer)
- The Legend of Zelda: Phantom Hourglass (Nintendo DS 2007; Regieassistenz)
- The Legend of Zelda: Skyward Sword (Wii 2011; Regisseur)
- The Legend of Zelda: Breath of the Wild (Nintendo Switch, Wii U 2017; Regisseur)
- The Legend of Zelda: Tears of the Kingdom (Nintendo Switch 2023; Regisseur)